# Charles Phukuta Khonde
Charles Phukuta Khonde (ur. 24 grudnia 1965 w Boma w Demokratycznej Republice Konga) – zairski duchowny rzymskokatolicki, od 2017 przełożony generalny Zgromadzenia Niepokalanego Serca Maryi.

## Życiorys
Święcenia kapłańskie przyjął 8 maja 1999. Urząd przełożonego generalnego pełni od 16 czerwca 2017.